# Leopold Anton von Firmian
Leopold Anton Freiherr von Firmian ou Leopold Anton Eleutherius von Firmian (Munique, 11 de março de 1679 – Salzburgo, 22 de outubro de 1744) foi um Príncipe-Arcebispo de Salzburg católico.

## Vida progressa
Ele nasceu em Munique, na Casa Austríaca de Firmian, uma das mais antigas famílias nobres tirolesas cuja sede era o castelo de Sigmundskron no Condado de Tirol, como filho do enviado imperial, Barão Franz Wilhelm von Firmian (n. 1636) e sua esposa, Condessa Maria Viktoria von Thun und Hohenstein. Seu tio materno, o Conde Johann Ernst von Thun, foi Bispo de Seckau de 1679 a 1687 e Príncipe-Arcebispo de Salzburgo de 1687 a 1709.
Leopold Anton von Firmian era tio do cardeal Leopold Ernst von Firmian, também príncipe-bispo de Passau. Seu sobrinho, Karl Joseph von Firmian, o ministro plenipotenciário austríaco em Milão, era renomado como patrono das artes, incluindo poetas como Giuseppe Parini, músicos como Johann Ernst Eberlin e pintores como Giambettino Cignaroli. Enquanto Leopold Anton foi um dos primeiros patronos de Leopold Mozart, seu sobrinho, o conde Karl von Firmian, parece ter sido um dos patronos da ópera Mitridate, Re di Ponto, de Amadeus Mozart, em Milão, por volta de 1770.

## Carreira eclesiástica
Firmian havia se preparado para uma carreira eclesiástica, recebeu sua ordenação em Roma em 1707 e se tornou reitor do capítulo de Salzburgo em 1713. O Papa Clemente XI o nomeou Bispo de Lavant em 1718, o Papa Bento XIII também o fez Bispo de Seckau em 1724. Em 4 de outubro de 1727, ele foi eleito Arcebispo de Salzburgo. Ele mandou terminar o Schloss Klessheim e erguer o Schloss Leopoldskron como sua residência particular.
Firmiano viu como seu objetivo dar à Igreja Católica seu "antigo poder e glória". Consequentemente, ele tentou converter a minoria protestante que vivia no arcebispado (especialmente em Pongau ) à fé católica - ele fez com que os jesuítas pregassem nas praças da vila, todos os moradores tinham que comparecer sob ameaça de penalidades severas. Em 31 de outubro de 1731, o 214º aniversário da pregação de suas Noventa e Cinco Teses de Martinho Lutero na porta da igreja em Wittenberg, Firmiano assinou um Édito de Expulsão de Protestantes declarando que todos os protestantes no arcebispado tinham que renegar suas crenças não católicas ou seriam banidos em poucos dias. Para fazer cumprir sua ordem, Firmiano trouxe mais de 6.000 soldados austríacos para Salzburgo. Surpreendentemente, mais de vinte mil de seus súditos professavam crenças protestantes e foram exilados. A maioria dos que sobreviveram à fuga foi recebida pelo rei Frederico Guilherme I da Prússia e se estabeleceu em torno de Gumbinnen, na Prússia Oriental . Outros encontraram refúgio em Hanover, na Holanda, e na colônia britânica da Geórgia . A expulsão atraiu protestos veementes do corpo protestante no Reichstag e dos países protestantes da Europa. Após a expulsão dos protestantes, Firmiano dividiu o território de Salzburgo em quatro áreas de missão: agostiniana, capuchinha, beneditina e franciscana.
Firmian concluiu a construção do Schloss Klessheim , mandou redesenhar o Kapitelschwemme e o Marstallschwemme e construiu o Schloss Leopoldskron para seu sobrinho Franz Laktanz Firmian.
O Arcebispo Firmian está enterrado na cripta da Catedral de Salzburgo enquanto seu coração repousa sob o chão de sua 'amada' capela Schloss Leopoldskron.